# Lady Generation
「Lady Generation」（レディ・ジェネレーション）は、1995年8月2日にEpic/Sony Recordsからリリースされた篠原涼子の6枚目のシングル。小室哲哉プロデュース。

## 解説
- オリジナル・アルバム『Lady Generation 〜淑女の世代〜』の先行シングル。
- 前作に引き続き小室哲哉プロデュースであるが、本作は篠原涼子の単独名義となっている。
- 累計売上は53.4万枚（オリコン調べ）。
- 篠原本人が出演したファミリーマートのCMソングに使用された。
- 篠原が小室に「踊りたい」とリクエストして出来上がった曲[1]。
- デモテープの時点ではラテン調のアレンジだったが、完成したときにはフラメンコ調のアレンジになった[1]。
- 歌詞は篠原曰く「自分だけを見ていて、男性はあまり見ていない大人の女性という感じだった」と語っている[2]。
- 市川哲史は「個人的には本作こそTKワールドのテーマソングと決め付けています。『少女よ、心の鏡を磨いて誇りある微笑を浮かべれば、未来は切り拓けるはず』的な本気の妄想に私はロマンすら感じました。ちなみにアルバム名は『淑女の世代』―――いろんな意味で立派です」と評している[3]。

## 収録曲
1. Lady Generation (Original Mix) [4:31]
作詞・作曲・編曲：小室哲哉
ファミリーマート CMソング
2. Lady Generation (Club Mix) [6:20]
3. Lady Generation (Instrumental) [4:29]

## 収録アルバム
- オリジナル・アルバム『Lady Generation 〜淑女の世代〜』（1995年8月21日）※Original MixとLatin Mix収録
- ベスト・アルバム『Sweets-Best of Ryoko Shinohara-』（1997年11月1日）
- コンピレーション・アルバム『THE GREATEST HITS - 小室哲哉作品集 - s』（2006年2月22日）
- コンピレーション・アルバム『TETSUYA KOMURO ARCHIVES “K”』（2018年6月27日）

## カバー
- Def Will - アルバム『Def Will』（2018年）に収録。
- tohko（2023年） - カバーアルバム『tohko+MM Covers 〜tohko 25th Anniversary〜』に収録。